# 錢士晉
錢士晉（1577年—1635年），字康侯，號昭自，浙江嘉興府嘉善縣人，明朝政治人物。

## 生平
萬曆二十八年（1600年）庚子科浙江鄉試舉人，四十一年（1613年）癸丑科二甲第四十七名進士。授刑部福建司主事，恤刑畿輔，平反者千百人。改刑部廣西司員外郎，升郎中，四十六年（1618年）升大名府知府。
天啟元年（1621年）升山東按察司副使、監軍遼東中路，錢士晉以不便鞍馬，乞改登萊，部議不從，遼東經略熊廷弼請改錢士晉督餉，二年（1622年）七月升山東布政使司右參政，專管遼餉兼管淮糧，三年（1623年）十二月升山東按察使，五年（1625年）三月升河南右布政使、分巡河南，尋以汪文言案罷職歸。
崇禎二年（1629年）閏四月起為山東右布政使，視漕五年，擢都察院右僉都御史、巡撫雲南。築師宗、新化六城，浚金針、白沙等河，平土官岑、儂兩姓之亂，九年（1636年）二月被彈劾營賄，溫體仁擬嚴旨懲治，然而錢士晉已於八年（1635年）十一月去世，事乃已。

## 家族
曾祖錢貞，號栢峯，奉政大夫河南汝寧府同知；祖父錢吾仁，國子生；父錢繼科，號忠所，鸿胪寺署丞。弟錢士升，太子太保、禮部尚書。子錢栴、錢棻。孫錢默、錢黯。